# Усть-Укыр
Усть-Укы́р (бур. Yхэрэй Адаг) — деревня в Боханском районе Иркутской области. Входит в состав муниципального образования «Укыр».

## География
Находится на левобережье реки Иды, в полукилометре южнее её русла, в 31 км к востоку от районного центра, посёлка Бохан, и в 3,5 км к юго-западу от центра сельского поселения — села Укыр. Название Усть-Укыр дано по месту расположения — деревня находится в устье пади Укыр.

## История
Деревня Усть-Укыр основана в 1914 году. Первым жителем стал Григорий Тихомиров, уроженец Твери. В первое время Григорий жил в шалаше, занимался земледелием и скотоводством.
Из известных личностей в начале 1960-х годов здесь проживал Ринат Нуруллин - татарский детский поэт и писатель.

## Население
| 2002 | 2010 | 2011 | 2012 |
| ---- | ---- | ---- | ---- |
| 54   | ↗59  | →59  | ↘58  |

По данным Всероссийской переписи, в 2010 году в деревне проживало 59 человек (25 мужчин и 34 женщины).